# Јаков Туцаковић
Јаков Туцаковић (Крагујевац, 22. март/3. април 1828 – Београд, 15/27. децембар 1889) био је српски политичар. Обављао је функцију министра унутрашњих послова и државног саветника.

## Биографија
Завршио је гимназију у Крагујевцу и Лицеј у Београду. Каријеру је започео као млади писар првостепеног суда у Јагодини. Августа 1868. је постао управник града Београда и ту функцију је обављао до априла 1873. када је постао министар унутрашњих послова. Јуна 1876. је постао поново управник града Београда, све до краја Српско-турског рата, када је постао државни саветник, у исто време обављајући фунцкију управника града Београда. Од 2/14. априла до 22. октобра/3. новембра 1873. у Првој влади Јована Ристића и од 25. јула/6. августа 1879. до 5/17. јуна 1880. у Другој влади Јована Ристића је био министар унутрашњих послова, а након тога је враћен у Државни савет.
Пензионисао се пред крај марта 1881.
Када се 17. октобра 1882. године „Дружина за помагање српске књижевности“ преобразила се у Либералну странку, постао је члан њеног Главнг одобора, док се на челу странке налазио Јован Ристић.